# Вуцов, Иван
Иван Колев Вуцов (14 декабря 1939, Габрово — 18 января 2019, София) — болгарский футболист, играл на позиции защитника. По завершении игровой карьеры — тренер.
Большую часть карьеры провёл в «Левски», а с национальной сборной Болгарии был участником чемпионата мира и как игрок (1966), и как тренер (1986).
Его сын, Велислав Вуцов, также стал футболистом и тренером.

## Карьера игрока

### Клубная карьера
В профессиональном футболе дебютировал в 1957 году, выступая за команду «Ботев Пловдив», в которой провёл три сезона. Своей игрой за эту команду привлёк внимание представителей тренерского штаба «Левски», к составу которого присоединился в 1960 году. Сыграл за команду из Софии следующие девять сезонов своей игровой карьеры. Большую часть времени, проведённого в составе «Левски», был основным игроком защиты команды. За это время дважды завоёвывал титул чемпиона Болгарии и однажды — кубок Болгарии.
Завершил профессиональную игровую карьеру в клубе «Академик София», за который выступал в течение 1970—1972 годов.

### Выступления за сборную
В 1962 году дебютировал в официальных матчах в составе национальной сборной Болгарии.
В составе сборной был участником чемпионата мира 1966 года в Англии. На этом турнире болгары проиграли все три групповых матча (0:2 с Бразилией, 0:3 с Португалией и 1:3 с Венгрией), а Вуцов выходил на поле во всех играх от первой до последней минуты.
В течение карьеры в национальной сборной, которая длилась пять лет, провёл в форме Болгарии 24 матча.

## Карьера тренера

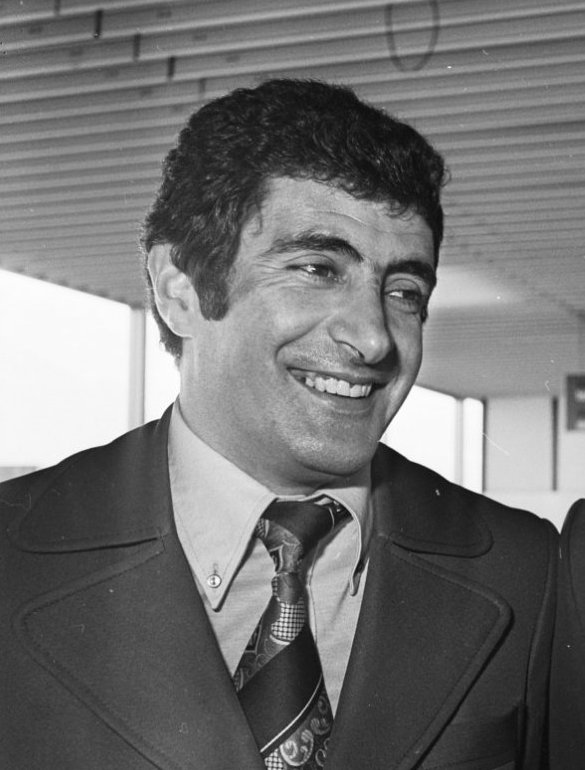
Иван Вуцов (1977)

Начал тренерскую карьеру вскоре после завершения карьеры игрока, в 1975 году, возглавив тренерский штаб клуба «Левски», где с небольшим перерывом работал до 1980 года. В этот период он выиграл чемпионат (сезон 1978/79) и два кубка страны — 1976 и 1979 года. Под его руководством «Левски» прошёл «Аякс» в Кубке УЕФА 1975/76 и вышел в четвертьфинал на «Барселону», от которой вылетел, несмотря на домашнюю победу со счётом 5:4.
Кроме того, он работал в других болгарских клубах: «Спартак Варна», «Спартак Плевен», «Славия София», «Локомотив Пловдив» — а также за границей, тренируя югославский «Хайдук Сплит», где работал в конце 80-х годов и раскрыл талант молодого Алена Бокшича.
В том же десятилетии он дважды (1982—1986 и 1989—1991) руководил сборной Болгарии. На первый срок полномочий пришёлся выход команды на чемпионат мира 1986 года в Мексике, впервые за последние 12 лет. На самом турнире болгары впервые в истории сумели выйти из группы (хотя они и не выиграли ни одного матча — две ничьи и поражение). Только в 1/8 финала они проиграли Мексике, после чего Вуцов ушёл в отставку. Во второй раз возглавил сборную в конце 1988 года, когда после плохого старта отбора на чемпионат мира по футболу 1990 команду покинул Борис Ангелов. Вуцов не сумел исправить ситуацию в этой квалификации и начал подготовку к следующей, к Евро-1992. Однако, под его руководством, болгарам удалось выиграть лишь одну игру (3:0 у Румынии). После отборочного матча 1 мая 1991 года со Швейцарией (2:3) Вуцов покинул сборную.
Последним местом тренерской работы Вуцова был клуб «Локомотив Пловдив», главным тренером которого он был с 1993 по 1994 год.

## Карьера функционера
В середине 1990-х годов он посвятил себя работе в Болгарском футбольном союзе. Много лет был генеральным секретарём и ближайшим партнёром неоднозначного руководителя БФС Ивана Славина. Журналисты неоднократно обвиняли его в чрезмерном вмешательстве в команду и выборе состава на матчи. Некоторые из игроков (например, Даниел Боримиров) даже утверждали, что за право играть в сборной нужно было дать Вуцову взятку.
В конце 2005 года, после ухода Славина, Вуцов также ушёл в отставку.